# Roy Halladay
Pour les articles homonymes, voir Halladay.
Harry Leroy Halladay, dit Roy Halladay (né le 14 mai 1977 à Denver (Colorado, États-Unis) et mort le 7 novembre 2017 en Floride), est un lanceur droitier de baseball ayant joué dans les Ligues majeures pour les Blue Jays de Toronto de 1998 à 2009 et pour les Phillies de Philadelphie de 2010 à 2013. 
L'un des meilleurs lanceurs partants de sa génération, Roy Halladay a gagné deux fois le trophée Cy Young remis au meilleur lanceur, dans la Ligue américaine avec Toronto en 2003 et dans la Ligue nationale en 2010 avec Philadelphie. Il est l'auteur du 20e match parfait de l'histoire des majeures, réussi en mai 2010 avant de devenir en octobre suivant l'un des deux lanceurs dans l'histoire à réussir un match sans point ni coup sûr en séries éliminatoires.
Halladay compte huit sélections au match des étoiles. Il remporte 203 victoires en carrière et au moment de prendre sa retraite après la saison 2013, il est le lanceur en activité qui comptait le plus grand nombre de matchs complets (67) et de blanchissages (20).
Il est surnommé « Doc », en référence à Doc Holliday, une légende du Far West. Il doit son surnom au descripteur des matchs des Blue Jays de Toronto, Tom Cheek.

## Carrière

### Débuts
Lycéen, Roy Halladay joue au baseball et basket-ball pour la West High School à Arvada (Colorado). Il est sélectionné en équipe première All-Conference et All-State trois années et désigné MVP de l'État deux fois. En basket-ball, il est sélectionné une année en équipe deux All-State. 

### Blue Jays de Toronto

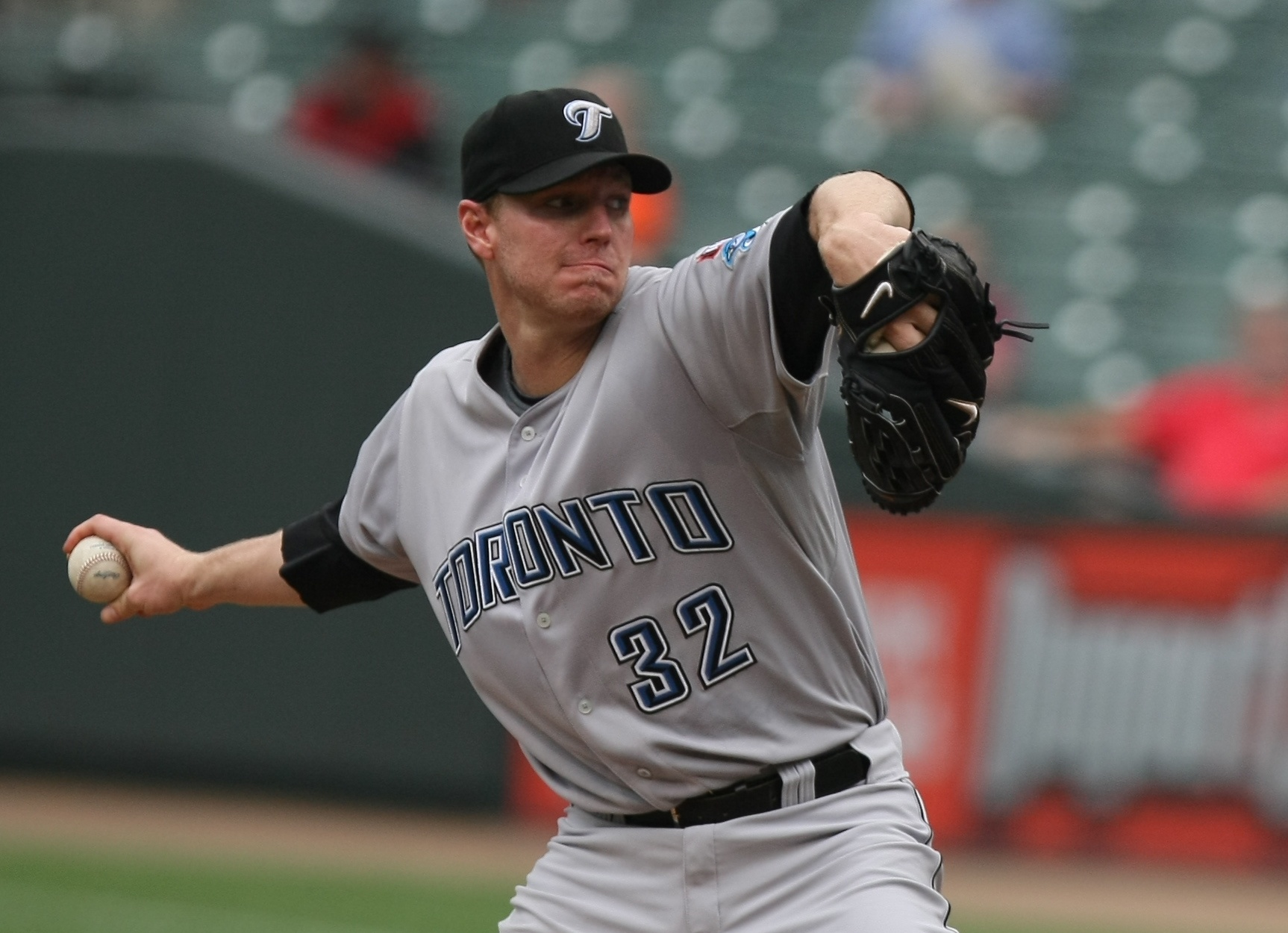
Halladay à sa dernière saison avec les Blue Jays en 2009.

Roy Halladay est repêché dès la fin de ses études secondaires, le 1er juin 1995, par les Blue Jays de Toronto au premier tour (17e choix). Il débute en Ligue majeure le 20 septembre 1998.

#### Saison 2000
Étonnamment pour un lanceur qui connaîtra autant de succès par la suite, Halladay établit en 2000 le record des ligues majeures pour la moyenne de points mérités la plus élevée en une saison pour un joueur ayant lancé au minimum 50 manches en une année. Cette moyenne s'élève à 10,64 en 67 manches et deux tiers au monticule.

#### Saison 2001
Les choses changent rapidement, puisqu'en 2001 il abaisse sa moyenne de points mérités à seulement 3,16 en 105 manches et un tiers lancées pour les Blue Jays.

#### Saison 2002
En 2002, Halladay trouve sa place parmi les lanceurs les plus dominants du baseball. Il domine tous ses collègues des majeures pour le plus faible taux de coups de circuits accordés aux frappeurs adverses : seulement 0,4 par tranche de neuf manches lancées. Artilleur le plus utilisé de la Ligue américaine (239,1 manches lancées), il remporte 19 victoires contre sept défaites et présente la cinquième meilleure moyenne de points mérités de la ligue (2,93). À la mi-saison, il honore sa première sélection au match des étoiles.

#### Saison 2003
Il remporte le trophée Cy Young 2003, terminant deuxième de ce challenge en 2008, troisième en 2006 et cinquième en 2007.

### Phillies de Philadelphie
Les Blue Jays échangent Halladay aux Phillies de Philadelphie le 16 décembre 2009 contre le receveur Travis d'Arnaud, le lanceur droitier Kyle Drabek et le voltigeur Michael Taylor. 

#### Saison 2010
Il fait ses débuts pour les Phillies lors du premier match de l'équipe en 2010, à Washington le 5 avril. Il n'accorde qu'un point aux Nationals et retire neuf frappeurs sur des prises en sept manches lancées pour mériter sa première victoire avec Philadelphie.
Halladay lance un match parfait le 29 mai 2010 à l'occasion de la victoire 1-0 des Phillies de Philadelphie sur les Marlins de la Floride au Sun Life Stadium. C'est le 20e match parfait de l'histoire des Ligues majeures.
En 2010, il mène les majeures ex aequo avec 21 victoires. Il n'encaisse que 10 défaites sur ses 31 décisions avec Philadelphie. Il mène également les majeures pour les matchs complets (9), les jeux blancs (4), et le nombre de manches passées au monticules (250 manches et deux tiers lancées). Il affiche le plus faible ratio de buts-sur-balles alloués par tranches de neuf manches lancées (1,1) dans la Ligue nationale et le meilleur ratio de retraits sur des prises/buts-sur-balles (7,30) dans la Nationale. Sa moyenne de points mérités ne s'élève qu'à 2,44 (troisième meilleure de la Nationale) et ses 219 retraits sur des prises le placent deuxième de la Nationale derrière Tim Lincecum des Giants.

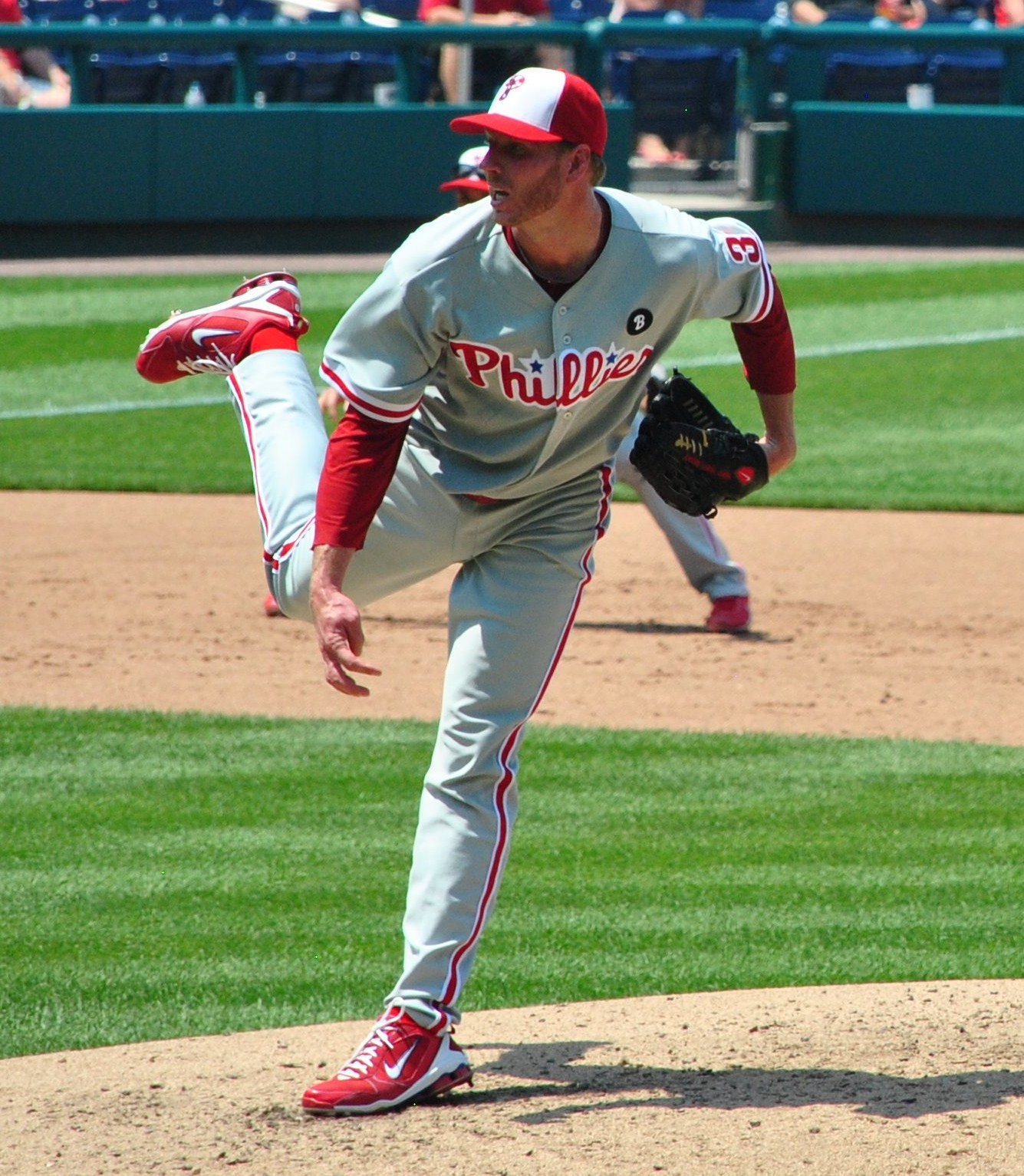
Roy Halladay en 2011.

Le 6 octobre 2010, à son premier départ en carrière dans les séries éliminatoires, il lance un match sans point ni coup sûr dans une victoire de 4-0 des Phillies sur les Reds de Cincinnati, à Philadelphie dans la première rencontre de la Série de division entre les deux clubs. Halladay passe à l'histoire en réussissant le deuxième match sans coup sûr seulement de l'histoire des séries éliminatoires, et le premier depuis le match parfait de Don Larsen en Série mondiale 1956. Halladay passe d'ailleurs près du match parfait lui-même, car il n'affronte qu'un frappeur de plus que le minimum de 27, ayant accordé un but-sur-balles en cinquième manche. L'as des Phillies devient le cinquième artilleur de l'histoire à réussir deux parties sans coup sûr la même année et le premier à réussir un match sans coup sûr en saison régulière et un autre en éliminatoires.
Après la saison 2010, Halladay remporte le trophée Cy Young du meilleur lanceur de la Ligue nationale. Il est une sélection unanime, obtenant tous les votes de première place. Il est le cinquième lanceur après Gaylord Perry, Pedro Martinez, Roger Clemens et Randy Johnson à avoir gagné le Cy Young dans les deux ligues.

#### Saison 2011
Il remporte 19 victoires contre six défaites avec les Phillies, meilleure équipe du baseball majeur lors de la saison 2011. Il mène une rotation complétée par Cliff Lee, Cole Hamels, Roy Oswalt et Vance Worley et considérée parmi les meilleures de l'histoire. Il affiche en 2011 la seconde meilleure moyenne de points mérités (2,35) derrière Clayton Kershaw (2,28) des Dodgers de Los Angeles et juste devant son coéquipier Hamels (2,40). Il est premier dans la Ligue nationale et deuxième dans les majeures derrière James Shields de Tampa Bay pour les matchs complets avec huit, et troisième dans la Nationale avec 220 retraits sur des prises derrière Kershaw et son coéquipier Lee. Il mène une fois de plus les majeures avec 6,29 retraits sur des prises pour chaque but-sur-balles accordé. À la mi-saison, il est le lanceur partant de l'équipe de la Ligue nationale au match des étoiles, auquel il est invité pour la 8e fois de sa carrière. Mais Halladay concède cette fois le trophée Cy Young au jeune Kershaw des Dodgers à la fin de la saison. La vedette des Phillies prend la deuxième place du scrutin.
En Séries de divisions 2011 contre les Cardinals de Saint-Louis, Halladay est lanceur partant des Phillies dans les premier et dernier affrontements. Dans le match numéro 1, il accorde trois points en première manche mais se reprend de belle manière en retirant 21 adversaires de suite. Durant cette séquence, seulement une balle sort de l'avant-champ. Il est le lanceur gagnant dans cette victoire des Phillies. Dans le dernier match, il donne un point en première après avoir été accueilli par deux coups sûrs de suite mais n'accorde aucun point jusqu'à sa sortie après huit manches. Il est toutefois le lanceur perdant puisque les Phillies perdent le match 1-0 et subissent une rapide élimination.

#### Saison 2012
Blessé à l'épaule droite, Halladay ne lance pas du 27 mai au 17 juillet 2012.

#### Saison 2013
Roy Halladay annonce sa retraite sportive le 9 décembre 2013. L'athlète de 36 ans signe un contrat spécial d'une journée avec les Blue Jays de Toronto afin de se retirer dans l'uniforme de cette équipe. Halladay sera admissible à l'élection au Temple de la renommée du baseball en 2019.

### Palmarès
Halladay a été sélectionné pour le match des étoiles du baseball majeur à huit reprises : en 2002, 2003, 2005, 2006, 2008 et 2009 comme représentant des Blue Jays, et en 2010 et 2011 comme membre des Phillies. Il est le lanceur partant de l'équipe d'étoiles de l'Américaine en 2009 et celui des étoiles de la Ligue nationale en 2011.
Roy Halladay est intronisé au Temple de la renommée du baseball canadien le 24 juin 2017.

## Vie privée
Halladay était marié avec Brandi Halladay, avec qui il a eu deux enfants. Lui et sa femme étaient membres de l'Église de Jésus-Christ des saints des derniers jours.
En dehors de la saison sportive, la famille Halladay vit à Odessa en Floride.

## Mort
Roy Halladay meurt le 7 novembre 2017, à l'âge de 40 ans, dans le crash de son avion personnel Icon A5 dans le golfe du Mexique, au nord de la région de la baie de Tampa en Floride.